# Bunkier Falkenhagen

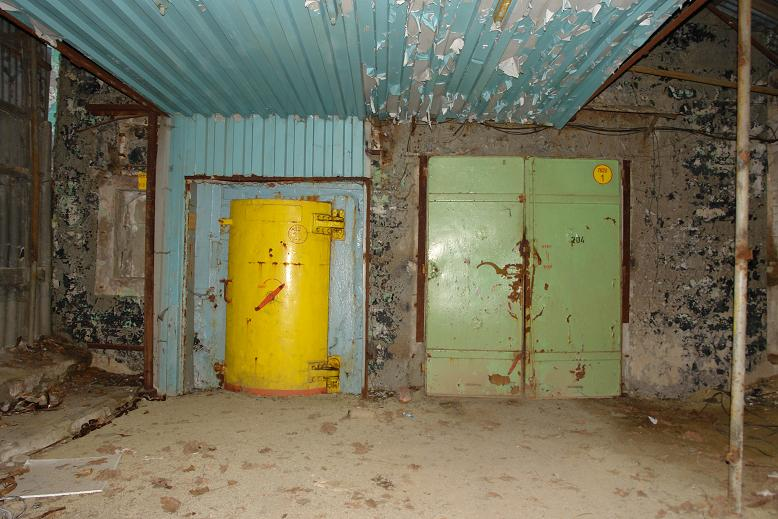
Wejście główne

Bunker Falkenhagen (niem. Bunker Falkenhagen) – bunkier pod Falkenhagen (Mark), w zarządzie Seelow-Land, powiat Märkisch-Oderland, land Brandenburgia.

## Historia miejsca
Wybudowany przez Wehrmacht (przy współpracy z Deutsche Sprengchemie GmbH, DSC) w latach 1939–1943 w celu podziemnej produkcji bojowych środków trujących (BST), tj.: trójfluorku chloru (ClF3) oraz sarinu (C4H10FO2P).
Lokalizację wybrano celowo ze względu na niewielkie zaludnienie i bliskość ważnych poligonów oraz Berlina, stolicy Rzeszy. Budowę rozpoczęto od wyburzenia zamku w pobliskiej miejscowości, z którego wież możliwa była obserwacja placu budowy. Pracowało tu 2 tys. robotników. W 1943 stał tu czteropiętrowy bunkier przystosowany do produkcji gazów bojowych z rozległym systemem wentylacyjnym o wielkości 16,4 tys. m². Znajdowało się tam prawie 400 pomieszczeń. Na powierzchni powstało kilkanaście budynków, a koszt budowy całego kompleksu wyniósł ponad 100 milionów marek.
Od 1958 do 1964 trwała przebudowa dawnego bunkra Wehrmachtu przez Grupę Wojsk Radzieckich w Niemczech (GSSD) na potrzeby ochrony centrali dowódczej Układu Warszawskiego przed bronią ABC.

## Wieża bunkra

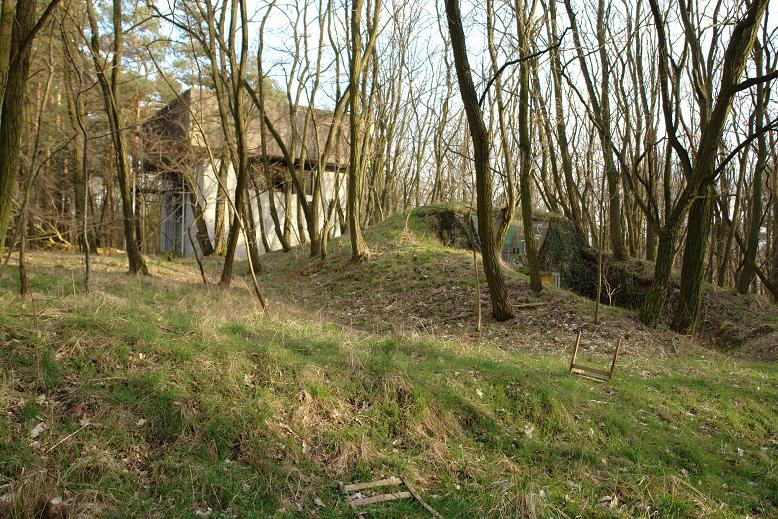
Wieża 1
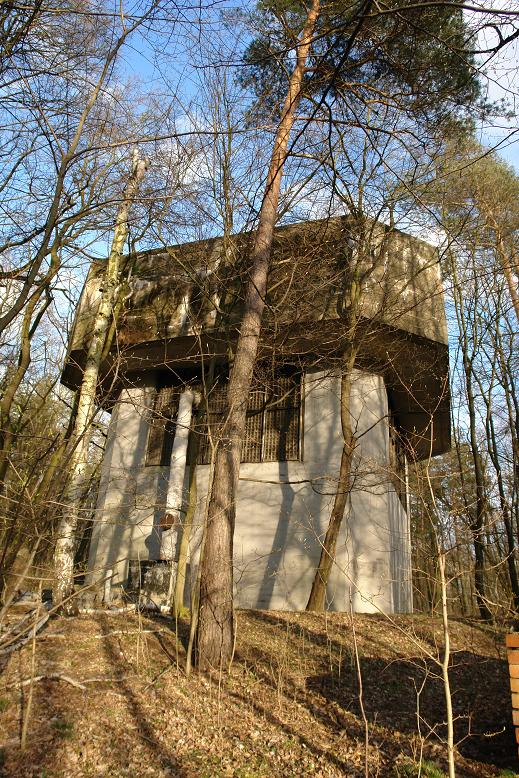
Wieża 2
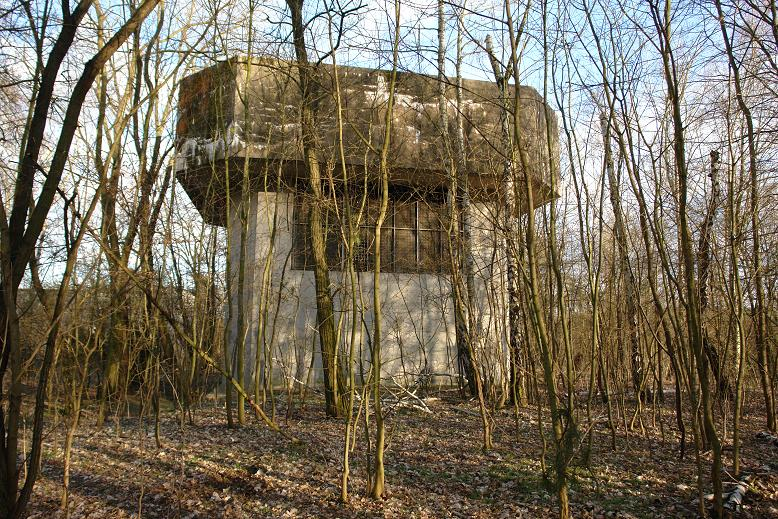
Wieża 3

## Inne

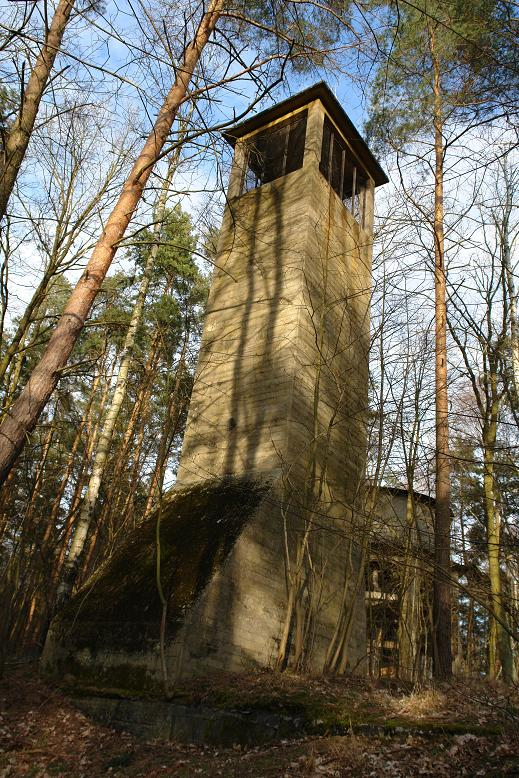
Awaryjny szyb wentylacyjny
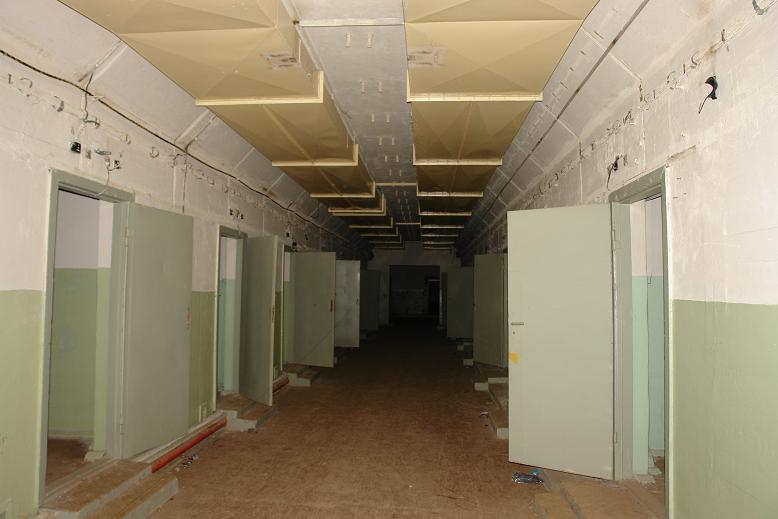
Korytarz na 4. poziomie pod ziemią
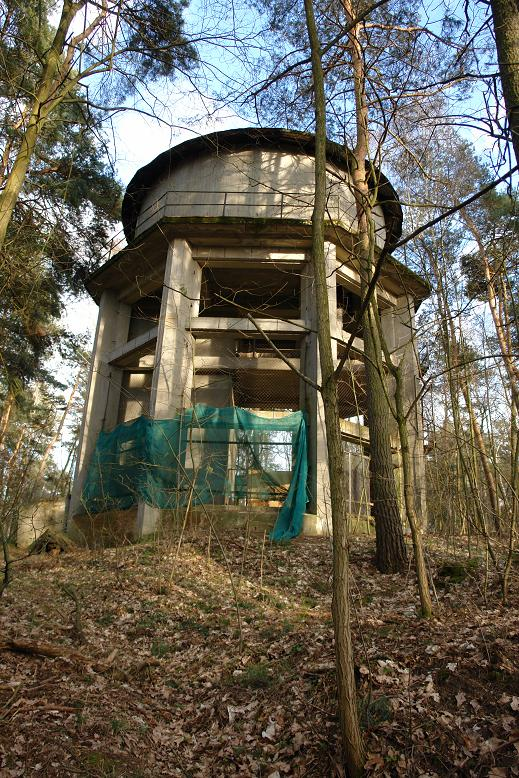
Wieża wodna